# Sceloporus virgatus
Espèce
Synonymes
- Sceloporus undulatus virgatus Smith, 1938

Statut de conservation UICN

 LC  : Préoccupation mineure
Sceloporus virgatus est une espèce de sauriens de la famille des Phrynosomatidae.

## Répartition
Cette espèce se rencontre :
- aux États-Unis dans le sud-est de l'Arizona et dans le sud-ouest du Nouveau-Mexique ;
- au Mexique dans le Sonora et dans le Chihuahua.

## Publication originale
- Smith, 1938 : Remarks on the status of the subspecies of Sceloporus undulatus, with descriptions of new species and subspecies of the Undulatus group. Occasional Papers of the Museum of Zoology, University of Michigan, no 387, p. 1-17 (texte intégral).